# Hamdi Marzouki
Hamdi Marzouki (arab. حمدي مرزوقي; ur. 23 stycznia 1977
roku w Mégrine) – tunezyjski piłkarz występujący na pozycji obrońcy. Obecnie gra w zespole AS Gabès.

## Kariera klubowa
Hamdi Marzouki zawodową karierę rozpoczynał w sezonie 1999/00 w Club Africain. Występował tam do 2002 roku, a następnie na dwa lata trafił do Stade Tunisien. W debiutanckim sezonie w nowej drużynie Marzouki wraz z zespołem sięgnął po puchar kraju. Latem 2004 roku tunezyjski obrońca powrócił do Club Africain Tunis, jednak po zakończeniu ligowych rozgrywek zdecydował się zmienić klub. Ostatecznie trafił do Kuwejtu, gdzie podpisał kontrakt z drużyną Dibba Fujairah. Następnie trafił do Al-Arabi Kuwejt. W 2007 roku wrócił do Tunezji i grał w CS Hammam-Lif oraz CA Bizertin. W 2010 roku przeszedł do AS Gabès. W 2011 zakończył w nim swoją karierę.

## Kariera reprezentacyjna
W reprezentacji Tunezji Marzouki zadebiutował w 2000 roku. W 2002 roku znalazł się w 23-osobowej kadrze drużyny narodowej na mistrzostwa świata. Podopieczni Ammara Souayaha nie zdołali przebrnąć przez fazę grupową i odpadli z turnieju. Na mundialu Marzouki pełnił rolę rezerwowego i nie zagrał w żadnym z trzech spotkań. Po raz ostatni w reprezentacji swojego kraju Tunezyjczyk wystąpił w 2004 roku.